# Салівська сільська рада (Кременчуцький район)
Салівська сільська рада — колишній орган місцевого самоврядування в Кременчуцькому районі Полтавської області з центром у селі Салівка. Кількість мешканців на 2001 рік — 1238.

## Населені пункти
1. с. Салівка
2. с. Карпівка
3. с. Махнівка
4. с. Петрашівка

## Влада
Загальний склад ради - 16  
Сільські голови
- Бовбас Любов Олексіївна

31.10.2010 - зараз
- Машков Вадим Володимирович

26.03.2006 - 31.10.2010